# Форов, Данила
Данила Форов (род. 7 января 2004, Тирасполь) — молдавский футболист, нападающий клуба «Шериф».

## Карьера

### «Шериф»

#### Начало карьеры
Воспитанник футбольной академии тираспольского «Шерифа». В феврале 2022 года присоединился к хорватскому клубу «Славен Белупо», в составе которого продолжил выступать за юношескую команду в возрастной категории до 19 лет. В августе 2022 года перешёл в хорватскую «Риеку», в составе которого выступал также за юношескую команду. В июле 2023 года на правах свободного агента вернулся в тираспольский «Шериф». В июле 2023 года вместе с клубом отправился на квалификационные матчи Лиги чемпионов УЕФА. Дебютировал за клуб 1 ноября 2023 года в матче Кубка Молдовы против клуба ФКМ Унгень, выйдя на поле в стартовом составе, также отличившись своим дебютным забитым голом. Свой первый матч в чемпионате сыграл 3 декабря 2023 года против клуба «Бэлць», выйдя на поле в стартовом составе. По итогу дебютного сезона вместе с клубом стал серебряным призёром чемпионата. За сезон футболист отличился 2 забитыми голами в рамках Кубка Молдовы.

#### Сезон 2024/25
Новый сезон начал с квалификационных матчей Лиги Европы УЕФА, где во втором квалификационном раунде уступили шведскому «Эльфсборгу», вылетев в квалификации Лиги конференций УЕФА. Первый матч в новом сезоне сыграл 4 августа 2024 года против клуба «Дачия-Буюкань», выйдя на замену на 80 минуте. По итогу третьего квалификационного раунда Лиги конференций УЕФА уступили словенской «Олимпии», однако сам футболист оба матча провёл на скамейке запасных. Своим дебютным забитым голом в чемпионате отличился 9 ноября 2024 года в матче против клуба «Флорешты». По итогу сезона вместе с клубом стал серебряным призёром чемпионата. Вместе с клубом стал обладателем Кубка Молдовы, где в финале 24 мая 2025 года тираспольский клуб победил «Милсами», однако сам футболист участие в матче не принимал. За прошедший сезон игрок успел отличиться 2 забитыми голами и голевой передачей.

#### Сезон 2025/26
Первый матч в новом сезоне сыграл 22 июня 2025 года против кишинёвского клуба «Политехника УТМ», выйдя на замену на 76 минуте. В июле 2025 года вместе с клубом отправился на квалификационные матчи Лиги Европы УЕФА, где во втором квалификационном раунде уступили нидерландскому «Утрехту», отправившись в квалификации Лиги конференций УЕФА.

## Международная карьера
В ноябре 2021 года в составе юношеской сборной Молдовы до 19 лет отправился на квалификационные матчи юношеского чемпионата Европы. Дебютировал за сборную 10 ноября 2021 года в матче против сборной Нидерландов. Дебютный гол за сборную забил 16 ноября 2021 года в матче против сборной Кипра. В марте 2023 года получил вызов в молодёжную сборную Молдовы для участия в товарищеских матчах. Дебютировал за сборную 24 марта 2023 года в товарищеском матче против сборной Косово.

## Достижения
«Шериф»
- Обладатель Кубка Молдовы: 2024/25